# Taghaube
Die Taghaube ist ein 2159 m ü. A. hoher Berg im Hochkönigstock in den Berchtesgadener Alpen. Sie liegt auf der Grenze zwischen den Bezirken St. Johann im Pongau und Zell am See im österreichischen Land Salzburg. Der Gipfel kann auf einem markierten Wanderweg von der Erichhütte ausgehend erreicht werden. Am Gipfel befindet sich ein Gipfelkreuz und Gipfelbuch.